# Ḩeşār-e Khūnī
Ḩeşār-e Khūnī (persiska: حصار خونی) är en ort i Iran.   Den ligger i provinsen Khorasan, i den nordöstra delen av landet, 700 km öster om huvudstaden Teheran. Ḩeşār-e Khūnī ligger 1 186 meter över havet och antalet invånare är 220.
Terrängen runt Ḩeşār-e Khūnī är huvudsakligen platt, men norrut är den kuperad.Runt Ḩeşār-e Khūnī är det ganska tätbefolkat, med 56 invånare per kvadratkilometer. Närmaste större samhälle är Nīshābūr, 7,5 km sydost om Ḩeşār-e Khūnī. Trakten runt Ḩeşār-e Khūnī består till största delen av jordbruksmark.